# Ī

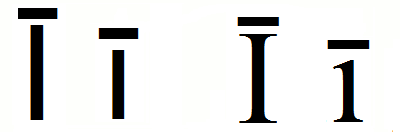
Ī, ī

Ī (gemenform: ī) är den latinska bokstaven I med ett streck över. Ī används i lettiska och uttalas [i:]. Bokstaven introducerades i lettiskan 1909. Ī används också i japansk romaji.